# هوالاین
هوالاین (به لاتین: Hualien County) یک سکونتگاه مسکونی در تایوان است که در استان تایوان تایپه واقع شده‌است.

## خصوصیات
هوالاین ۴٬۶۲۸٫۵۷۱۴ کیلومترمربع مساحت و ۳۳۳٬۳۹۲ نفر جمعیت دارد.

## نگارخانه

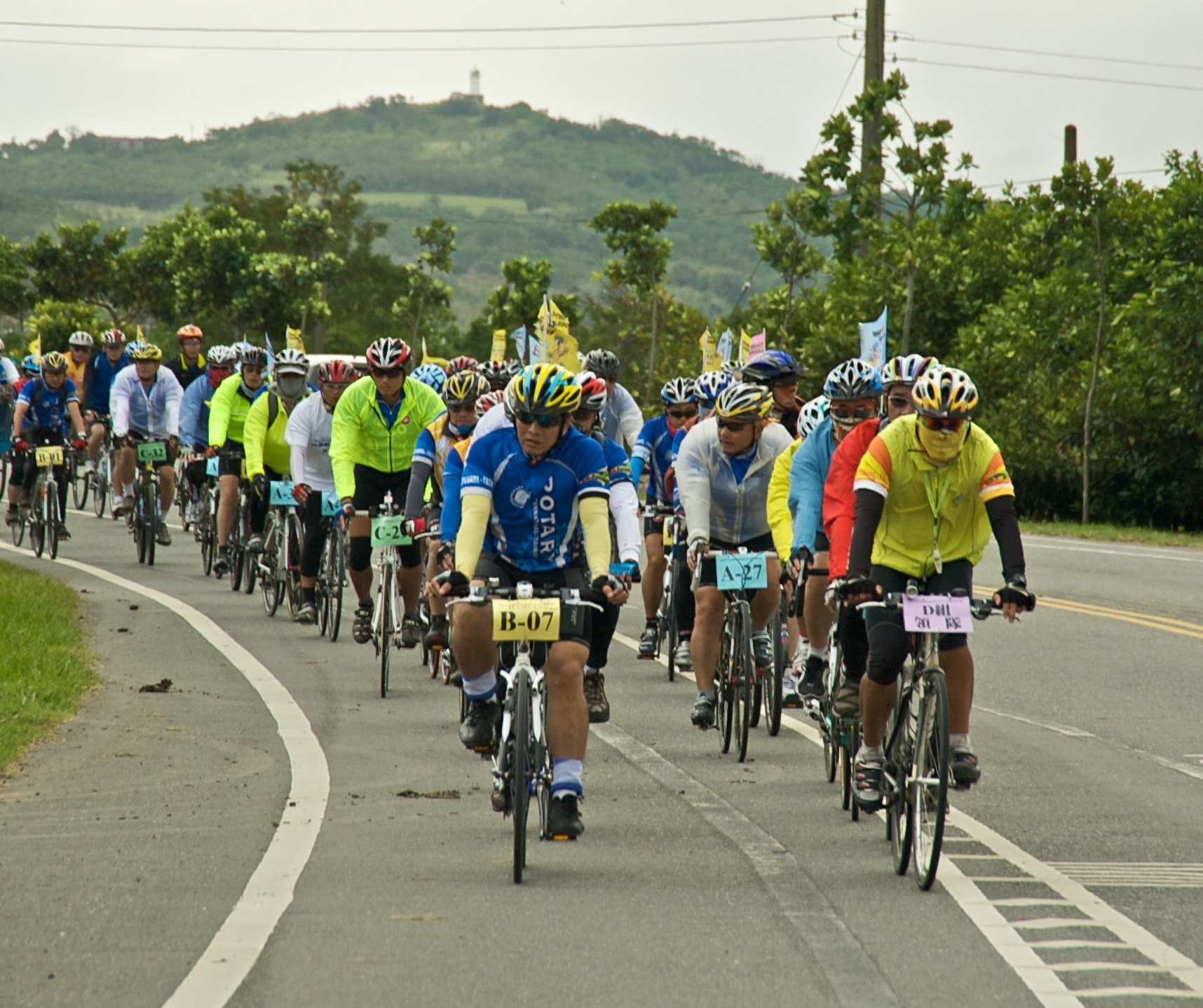
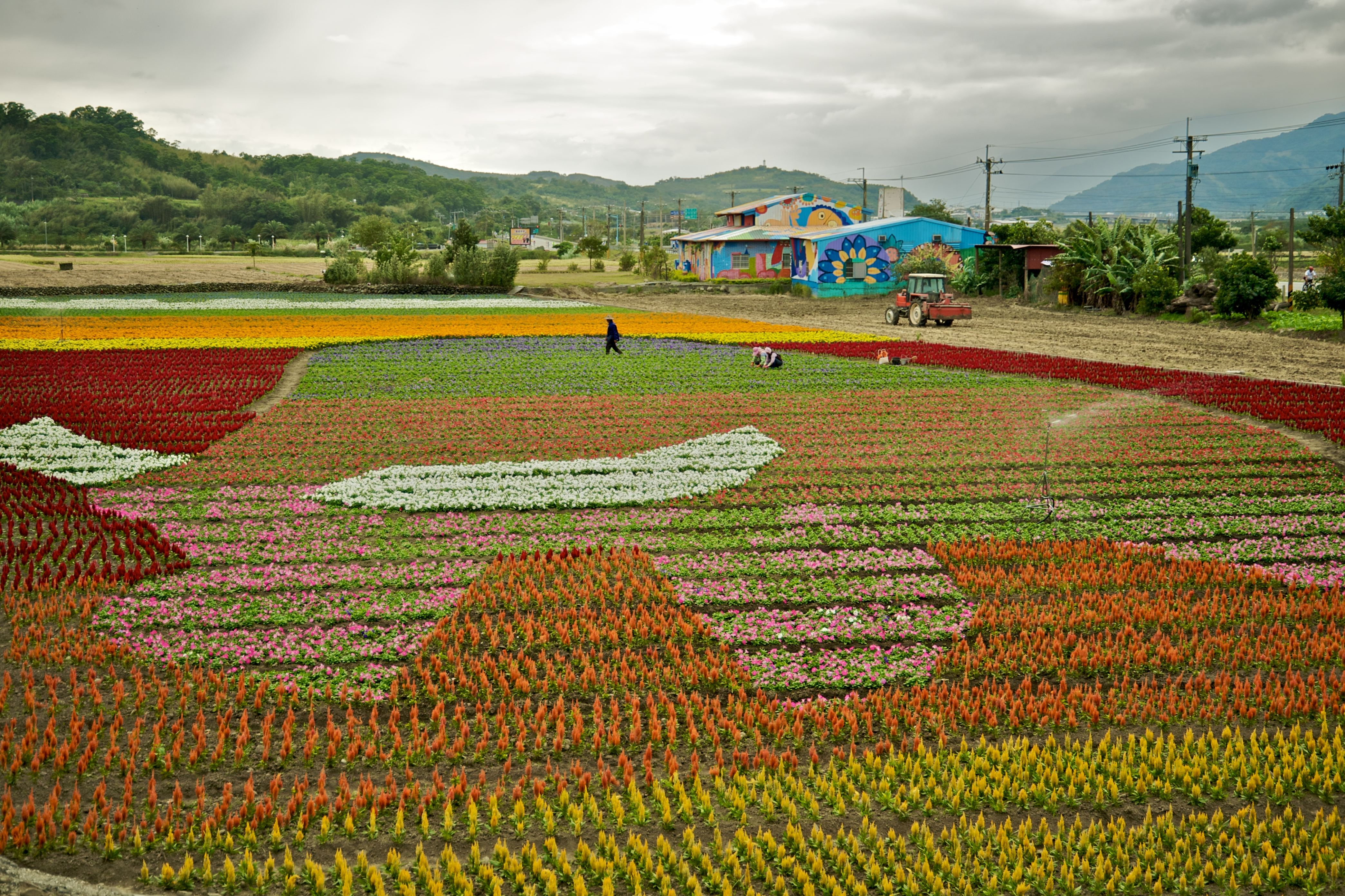
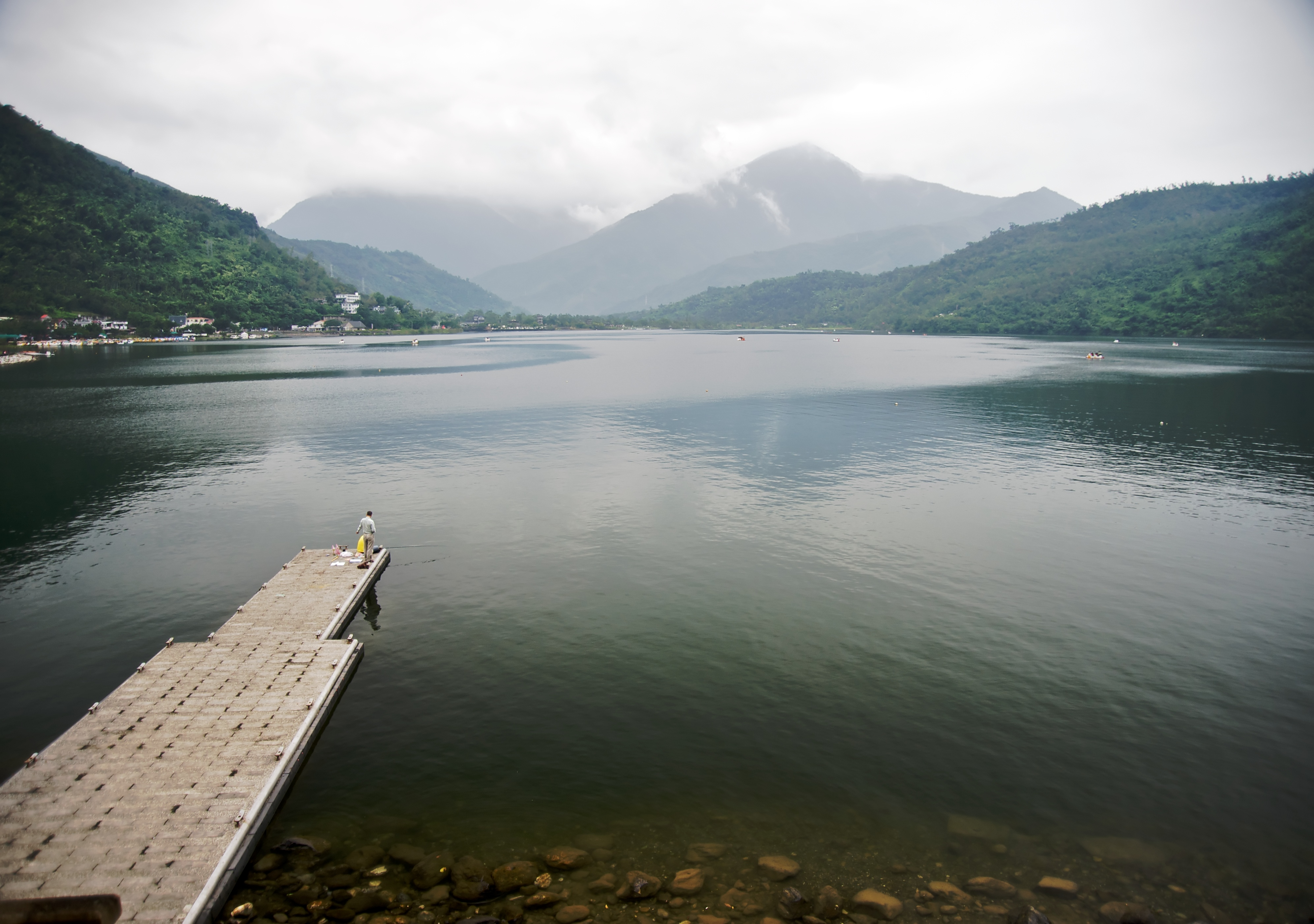
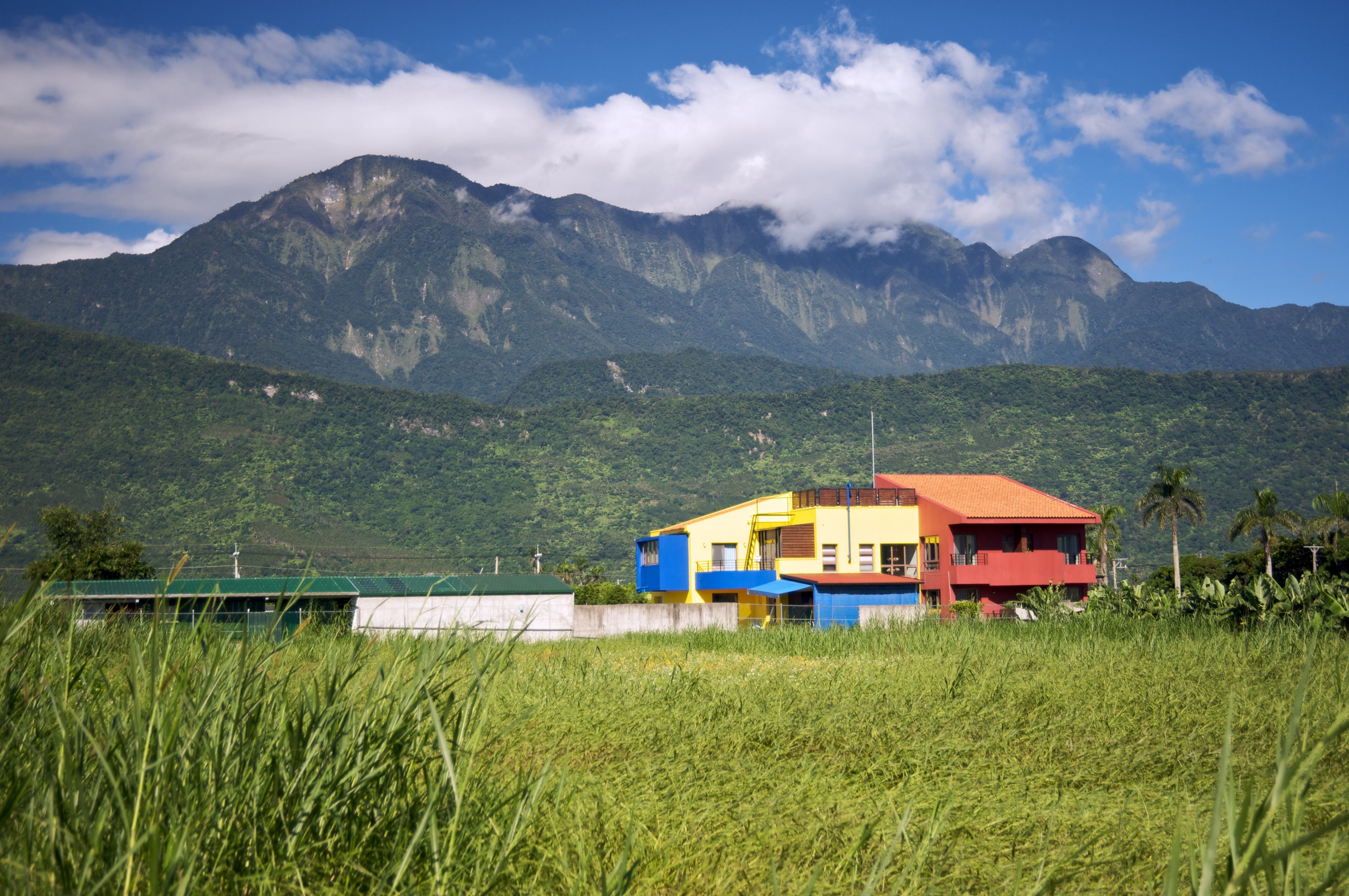
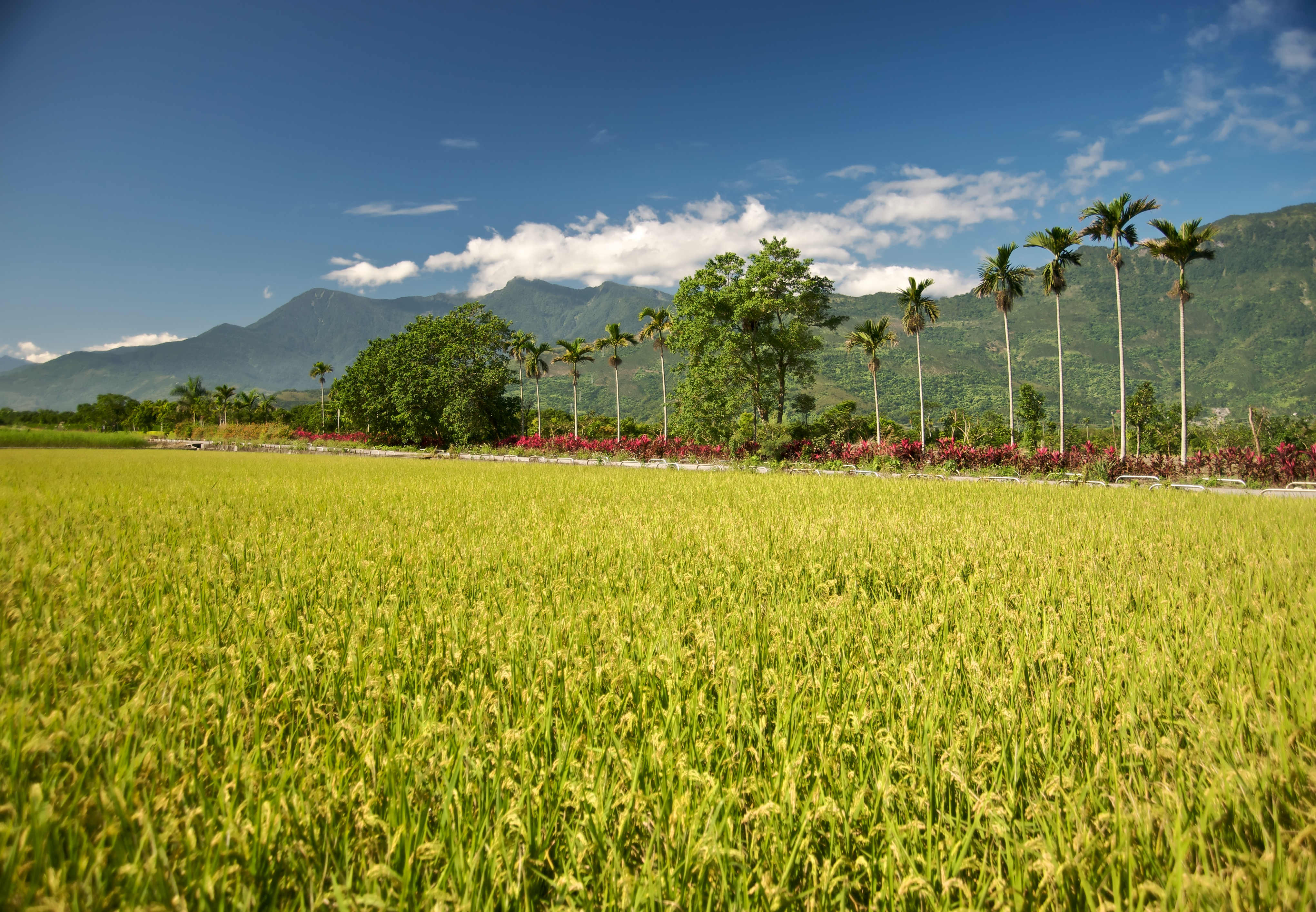
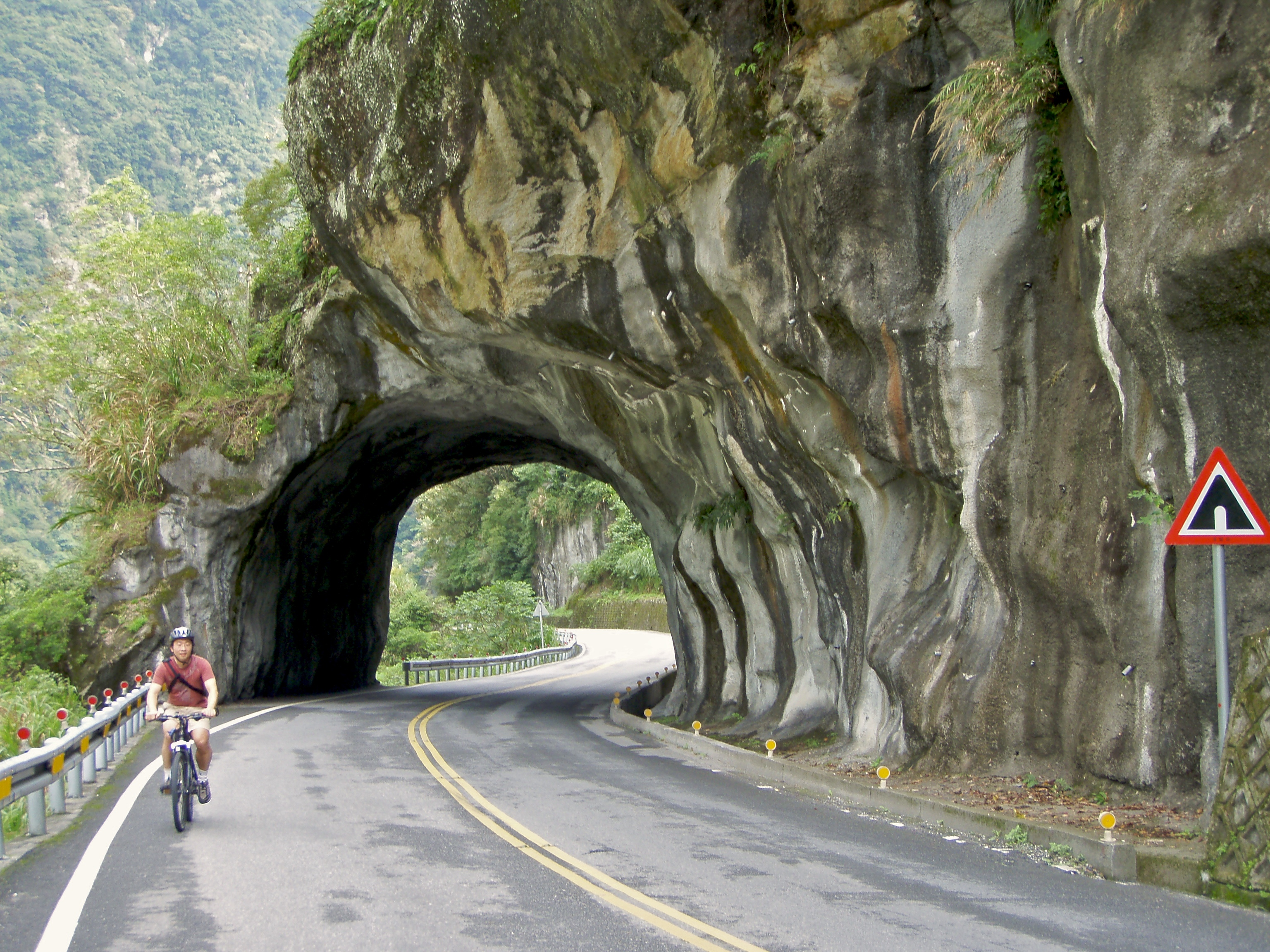
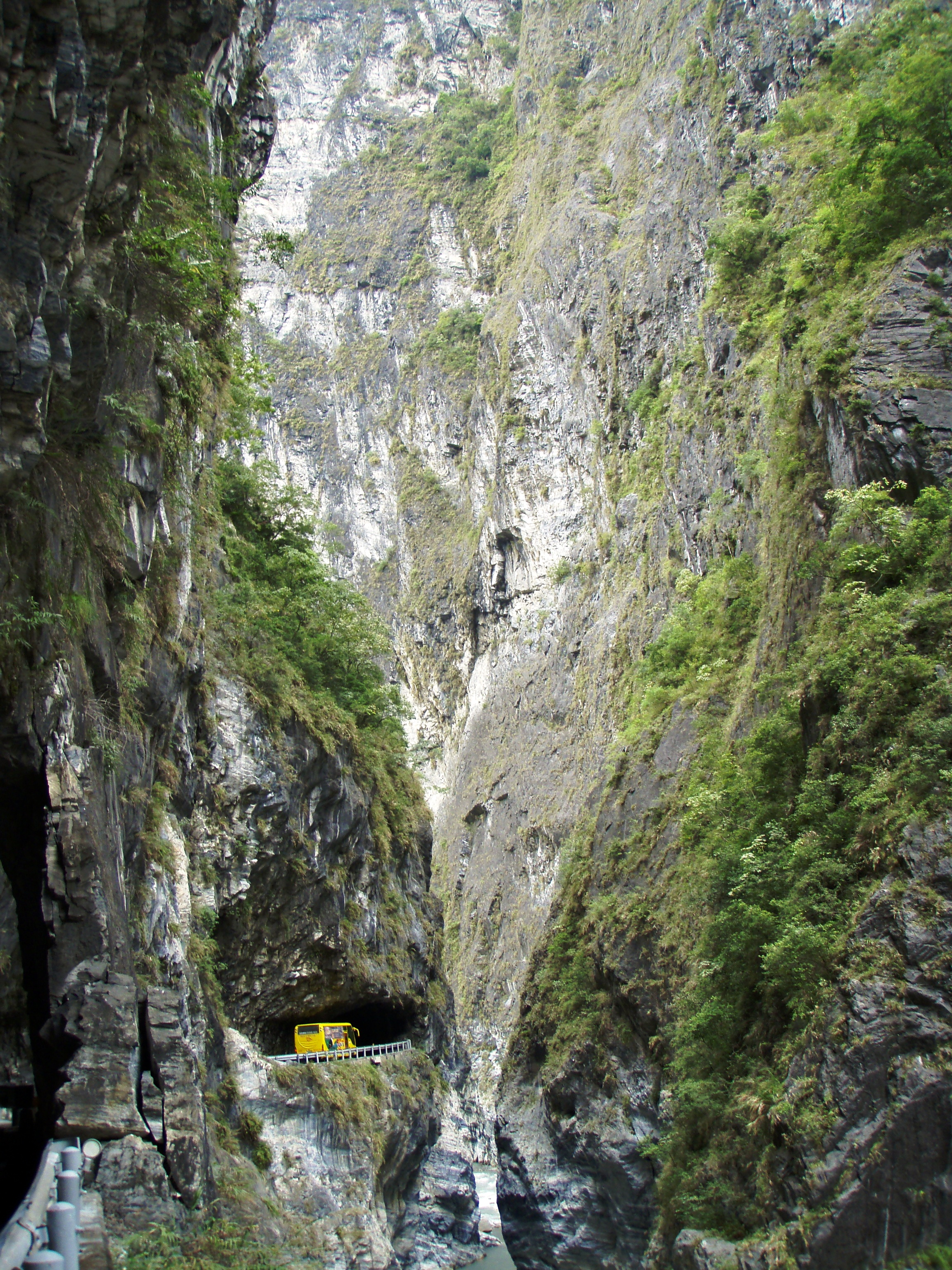
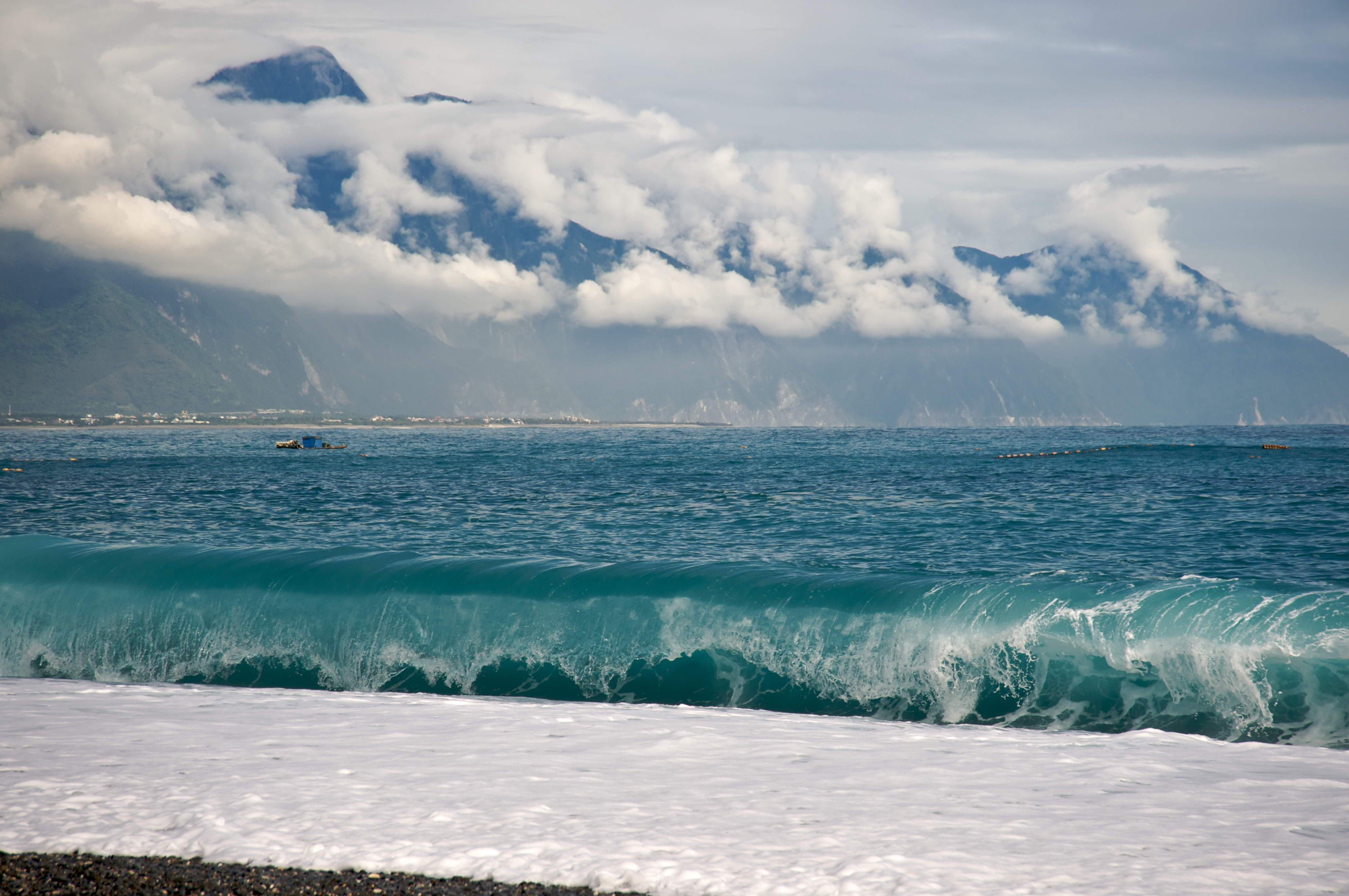
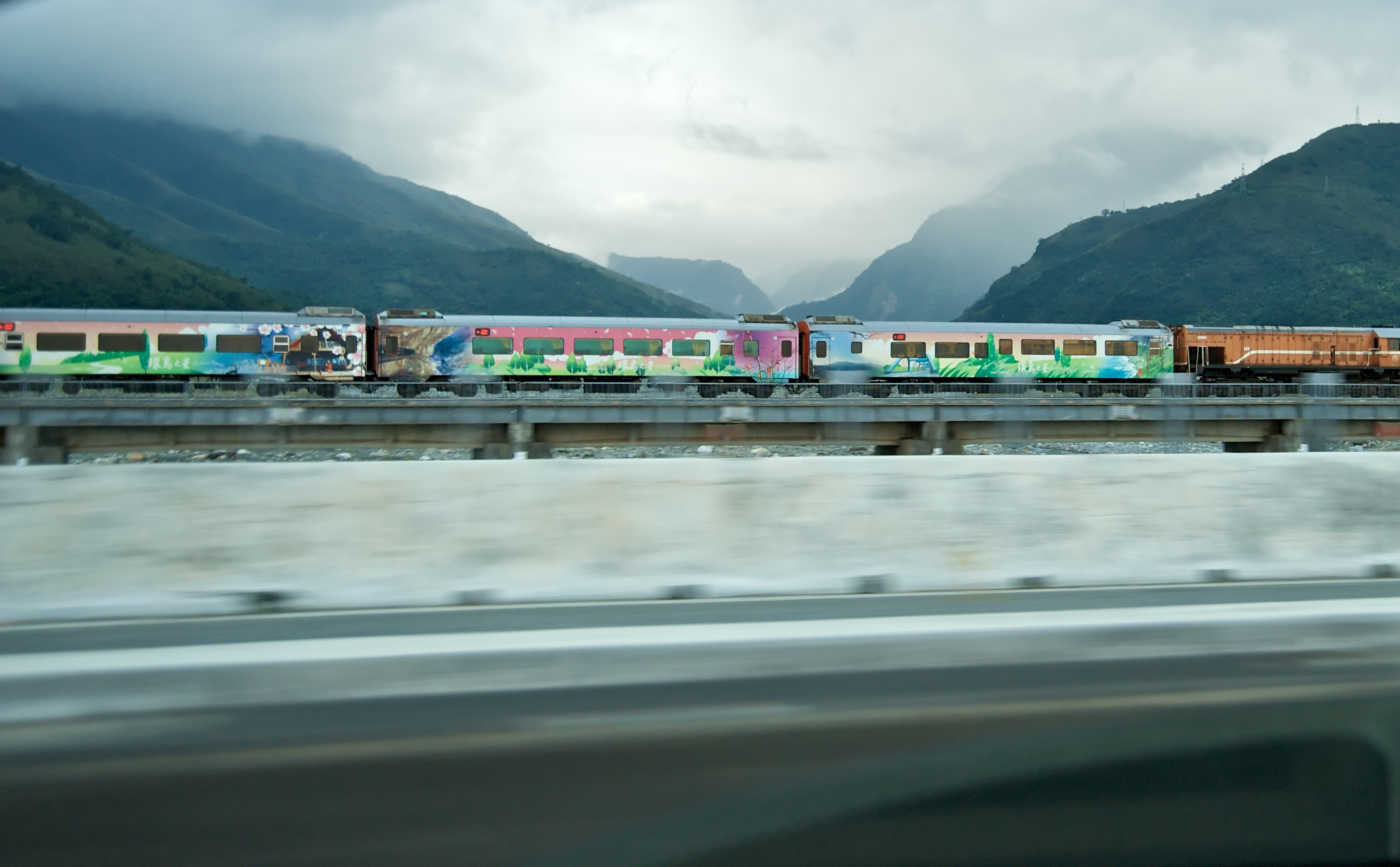
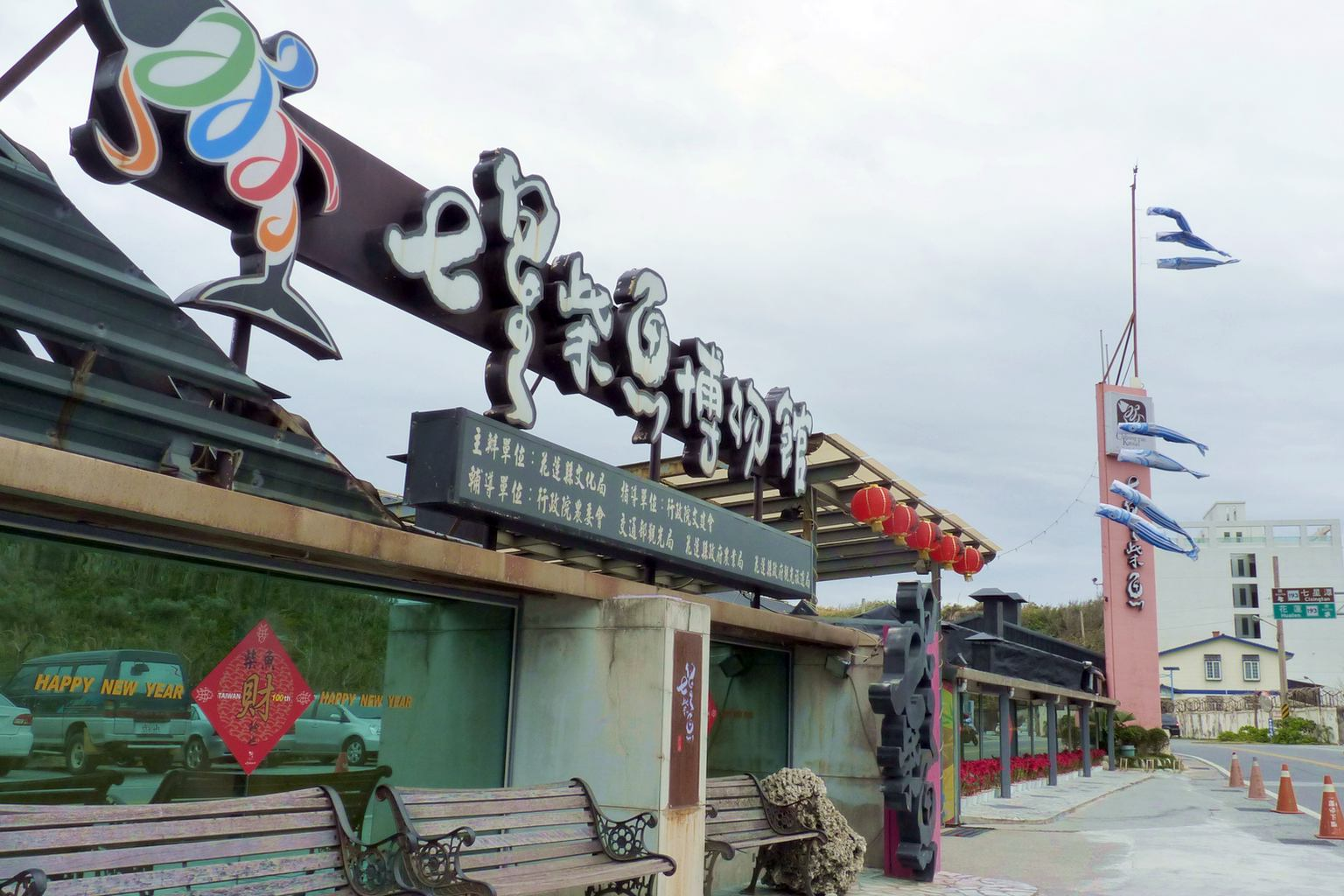
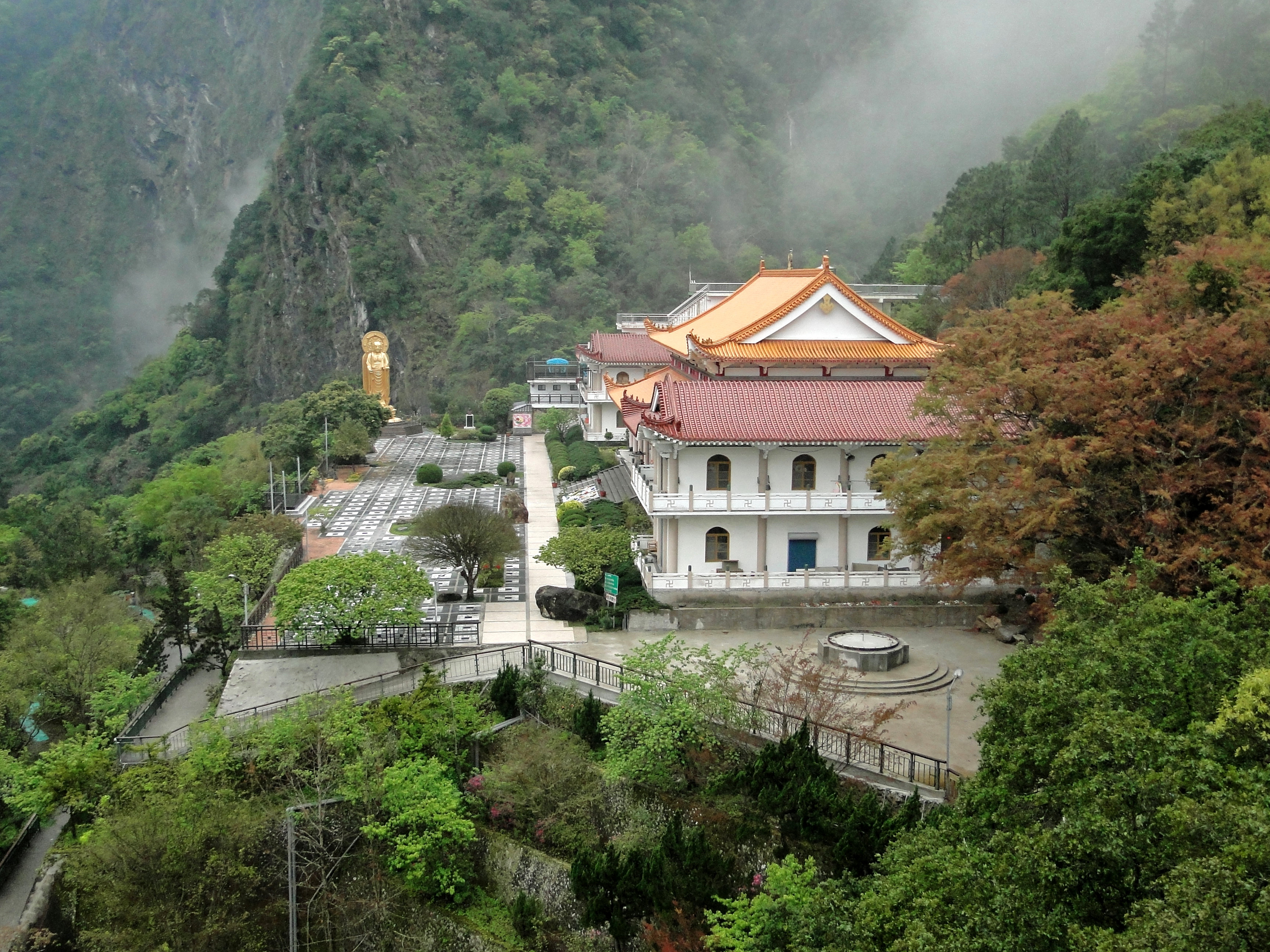
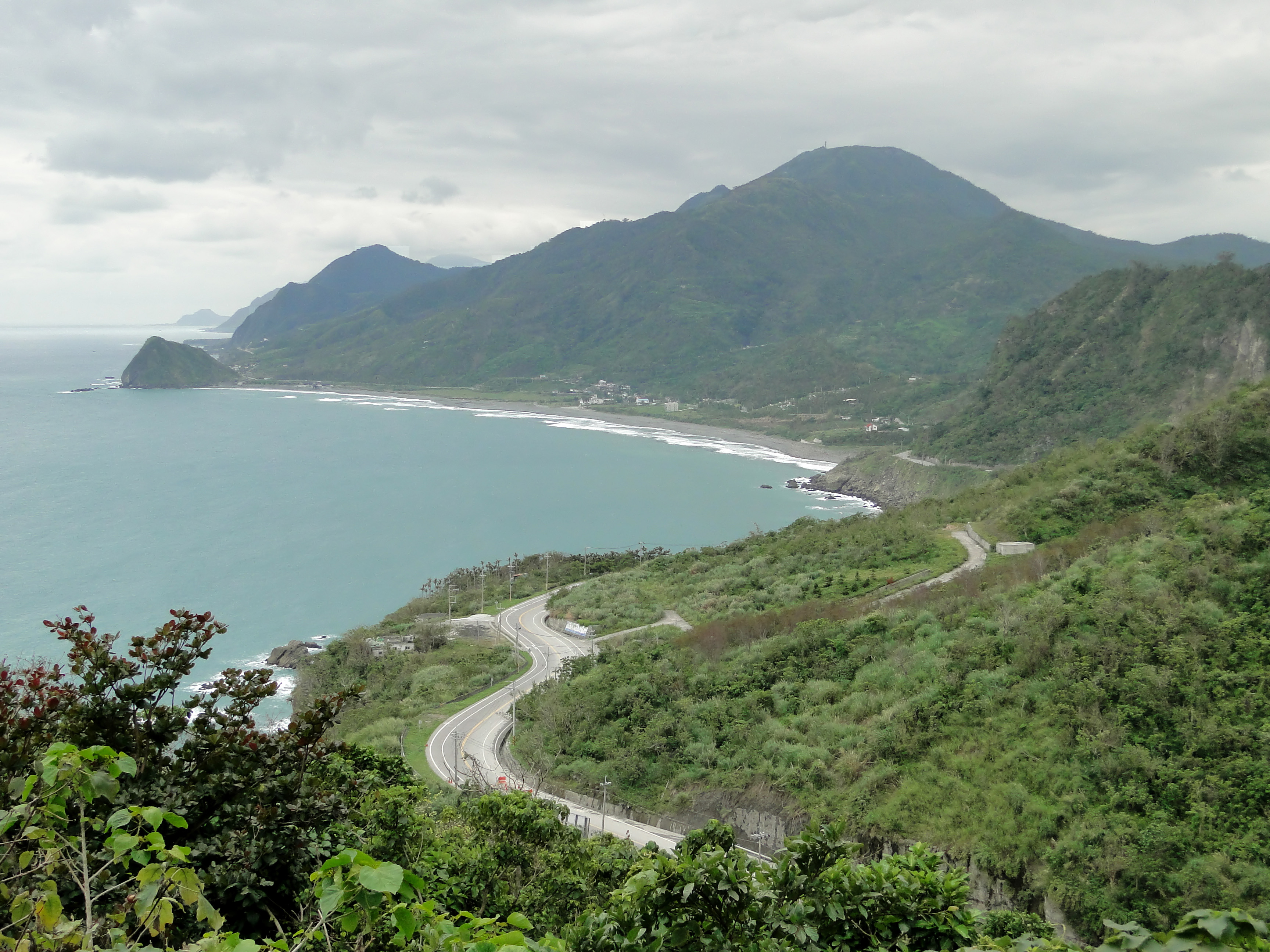